# 比利亚洛翁
比利亚洛翁，是西班牙卡斯蒂利亚-莱昂帕伦西亚省的一个市镇。 总面积19平方公里，总人口430人（2001年），人口密度23人/平方公里。